# Rúnar Rúnarsson

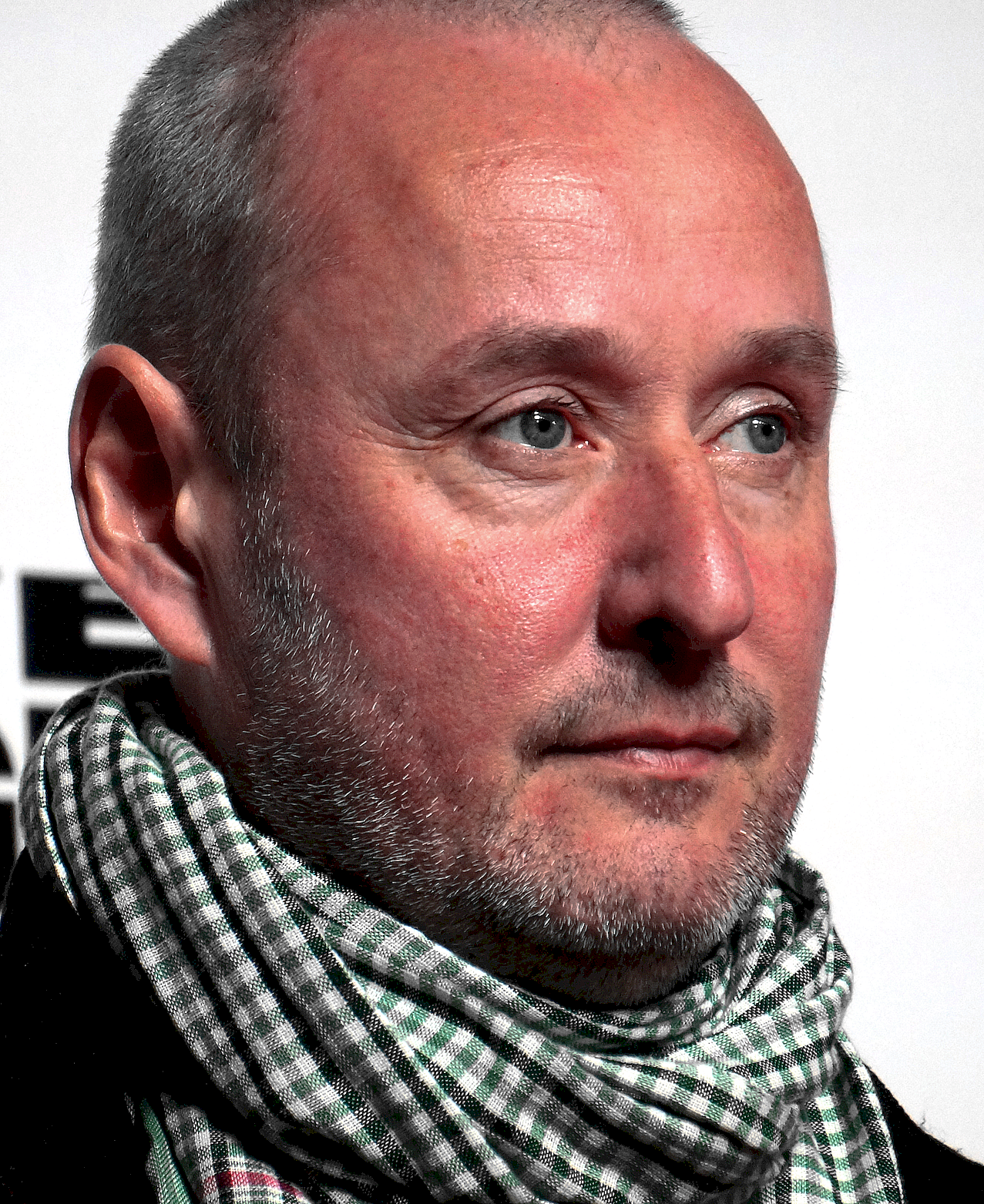
Rúnar Rúnarsson

Rúnar Rúnarsson (* 1977 in Reykjavík) ist ein isländischer Regisseur und Drehbuchautor.

## Leben
Rúnar Rúnarsson ist in der Nähe von Reykjavík aufgewachsen und drehte seinen ersten Film Klosettmenning 1995 gemeinsam mit Grímur Hákonarson. Der Kurzfilm besteht aus fünf Episoden, die alle mit einer Kameraeinstellung gedreht wurden. Er wurde als Beitrag für das Filmfestival Nordisk Panorama akzeptiert. Dies motivierte Rúnar, weitere Filme zu drehen. Fünf Jahre darauf drehte er weiterhin mit Hákonarson den Kurzfilm Oiko Logos. Im selben Jahr fertigte er, diesmal allein, den Episodenfilm von 12 Minuten namens Rætur. 2002 bewarb sich der zu diesem Zeitpunkt in Dänemark Wohnende erfolglos bei Den Danske Filmskole.
Leitin að Rajeev ist ein knapp einstündiger Dokumentarfilm über die Isländerin Birta Fróðadóttir, die sich auf den Weg nach Indien macht, um einen Freund aus Kindestagen, Rajeev, wiederzufinden. Rúnar produzierte den Film mit seiner Firma Óháðakvikmyndagerðin.
Der zwei Jahre später erschienene Kurzfilm Síðasti bærinn wurde unter anderem 2006 für den Oscar als Bester Kurzfilm nominiert. Diesen fügte er seiner letztlich erfolgreichen Bewerbung für Den Danske Filmskole bei.
Mit dem dänischsprachigen Kurzfilm Anna schloss Rúnar sein Studium ab.
Sein erster Film in Spielfilmlänge ist Eldfjall. Dieser gewann in verschiedenen Kategorien die Edda.
Rúnar ist der Meinung, dass der Film ein Kunstgenre und der Regisseur der Künstler ist, weshalb der Produzent keine zu große Einflussnahme haben dürfe.

## Filmografie
- 1995: Klosettmenning (Regisseur)
- 2000: Oiko Logos (Regisseur)
- 2000: Rætur (Regisseur)
- 2002: Leitin að Rajeev (Regisseur, Kameramann und Produzent)
- 2004: Síðasti bærinn (Regisseur und Drehbuchautor)
- 2008: Smáfuglar (Regisseur und Drehbuchautor)
- 2009: Anna (Regisseur und Drehbuchautor)
- 2011: Eldfjall (Regisseur und Drehbuchautor)
- 2015: Sparrows (Regisseur, Drehbuchautor und Produzent)
- 2019: Echo (Bergmál) (Regisseur, Drehbuchautor und Produzent)
- 2023: Einvera (Drehbuchautor)
- 2024: Wenn das Licht zerbricht (Ljósbrot, internationaler englischer Titel When The Light Breaks) (Regisseur und Drehbuchautor)
- 2024: O (Kurzfilm)

## Auszeichnungen
- Festival Internacional de Cine de San Sebastián 2015: Goldene Muschel für Sparrows